# Temp track

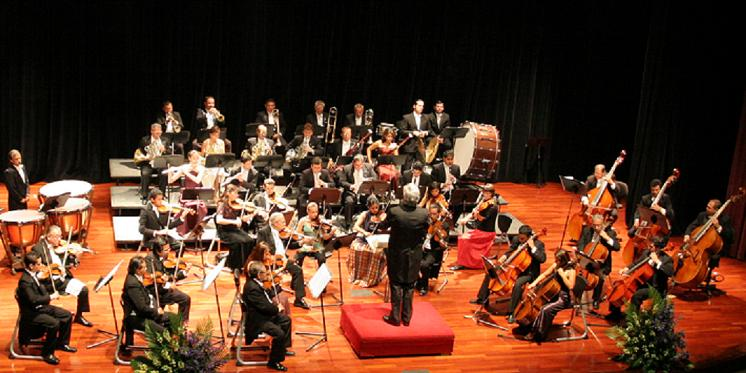
Imatge que intenta representar la creació d'una banda sonora original (B.S.O.), la qual s'inserirà més tard en una pel·lícula, durant la fase d'edició de la mateixa.

Un temp track o una pista temporal es tracta d'una peça de música o àudio existent, que es fa servir provisionalment durant el muntatge d'un vídeo o film; això és necessari particularment quan no està acabada la banda sonora de la pròpia pel·lícula.
Abans de donar difusió a l'obra fílmica, aquesta pista temporal sol ser reemplaçada per una banda sonora original composta específicament per a la pel·lícula. Però mentre n'hi ha que pensen que haver de seguir una pista temporal pot ser una limitació per a un compositor, altres opinen que aquest recurs pot ser una eina útil per trobar l'estil de música adequat per a una escena en particular, aconseguint així, un estalvi de temps tant per al compositor, com per al director.
La pista temporal o provisional de l'obra serveix, doncs, com una guia útil per marcar el desitjat estat d'ànim de la pel·lícula depenent del gènere d'aquesta, és a dir, depenent del tipus de pel·lícula que es tracti, es fa servir un tipus de música o un altre; per exemple, en el cas d'estar realitzant el muntatge d'una pel·lícula bèl·lica, es podran usar de guia bandes sonores BSO de pel·lícules bèl·liques com poden ser Gladiator, 300, etc.
En certs casos això pot arribar a ser un problema, ja que el director ja s'imagina la pel·lícula amb la pista temporal com a banda sonora definitiva, i això pot arribar a limitar al compositor, doncs el director li pot demanar una banda sonora semblant a l'emprada i adaptada per al muntatge.
La pista temporal es coneix a vegades també com a scratch music, temp score, o temp music.